# (7739) Čech
Pour les articles homonymes, voir Čech (homonymie).
(7739) Čech est un astéroïde de la ceinture principale, découvert le 14 février 1982 par l'astronome slovaque Ladislav Brožek, depuis l'observatoire Kleť.
Il a été nommé en l'honneur du mathématicien tchèque Eduard Čech.